# والمار (نقاش)
ولودیا مارگاریان (ارمنی: Վոլոդյա Մարգարյան) با نام هنری والمار (ارمنی: Վալմար؛ زادهٔ ۲۱ آوریل ۱۹۴۸) یک نقاش اهل ارمنستان و هنرمند مردمی جمهوری ارمنستان در سال ۲۰۱۵ است.

## زندگی‌نامه
ولودیا مارگاریان در سال ۱۹۴۸ در گیومری به دنیا آمد. در سال ۱۹۶۶ وی در کالج هنرهای زیبای مرکوروف گیومری به تحصیل پرداخت. در سال ۱۹۷۲ از انستیتو هنرهای زیبای ایروان فارغ‌التحصیل شد. وی شاگرد نقاش و مجسمه‌ساز ارمنی یرواند کوچار بود. از سال ۱۹۷۲ در نمایشگاه‌های متعددی که در جمهوری ارمنستان و خارج از ارمنستان شرکت کرده‌است. در سال ۱۹۷۶ وی به عضویت اتحادیه هنرمندان اتحاد شوروی درآمد. از سال ۱۹۹۴ وی عضو اتحادیه هنرمندان بین‌المللی یونسکو است. بین سال‌های ۱۹۷۶ تا ۱۹۸۰ وی مدیر مدرسه هنرهای زیبای آخوریان و دبیر اتحادیه هنرمندان ارمنی گیومری بود. در سال ۱۹۸۰ به رئیس بخش هنری مدرسه هنری شماره یک ایروان شد. والدمار مؤلف تعدادی کتاب در زمینه هنر و طراحی است.
آثار والدمار در نگارخانه ملی ارمنستان، موزه هنر مدرن، موزه‌های هنری وانادزور، جرموک و گیومری، موزه دوستی خلق روسیه و ارمنستان (آبوویان)، وزارت فرهنگ ارمنستان (آرشیوهای هنرهای زیبا)، نگارخانه هنری دولتی ترتیاکوف، موزه مردم شرق، وزارت امور خارجه، آرشیوهای وزارت فرهنگ روسیه، در مجموعه هامر، موزه آلک مانوکیان (دیترویت)، نگارخانه کیو نیویورک، کمپانی “Stamp” ایتالیا، کمپانی “Eadou ko LTD” ژاپن و گالری باسماجیان فرانسه نگهداری می‌شود.

## جوایز و افتخارات
- ۲۰۰۶ - هنرمند افتخاری جمهوری ارمنستان
- ۲۰۰۷ - مدال طلای وازگن یکم جاثلیق تمامی ارمنیان جهان
- ۲۰۰۸ - مدال طلای وزارت فرهنگ جمهوری ارمنستان
- ۲۰۱۱ - مدال نخست‌وزیر ارمنستان
- ۲۰۱۱ - “Master” honourable gold medal
- ۲۰۱۳ - مدال گریگور نارکاتسی وزارت فرهنگ جمهوری ارمنستان.

## نگارخانه

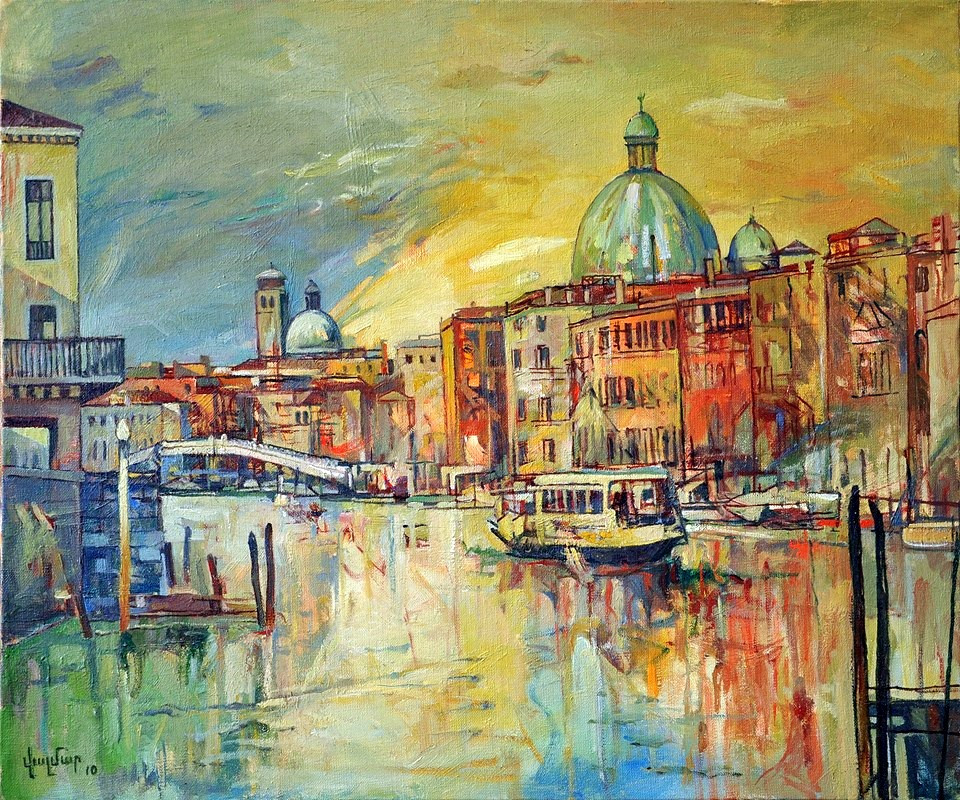
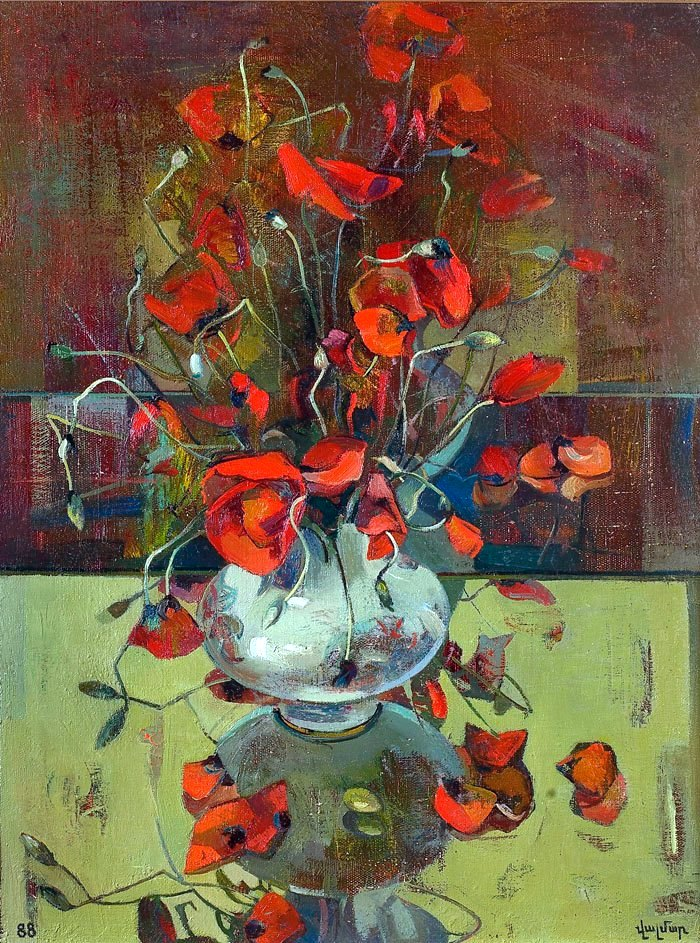
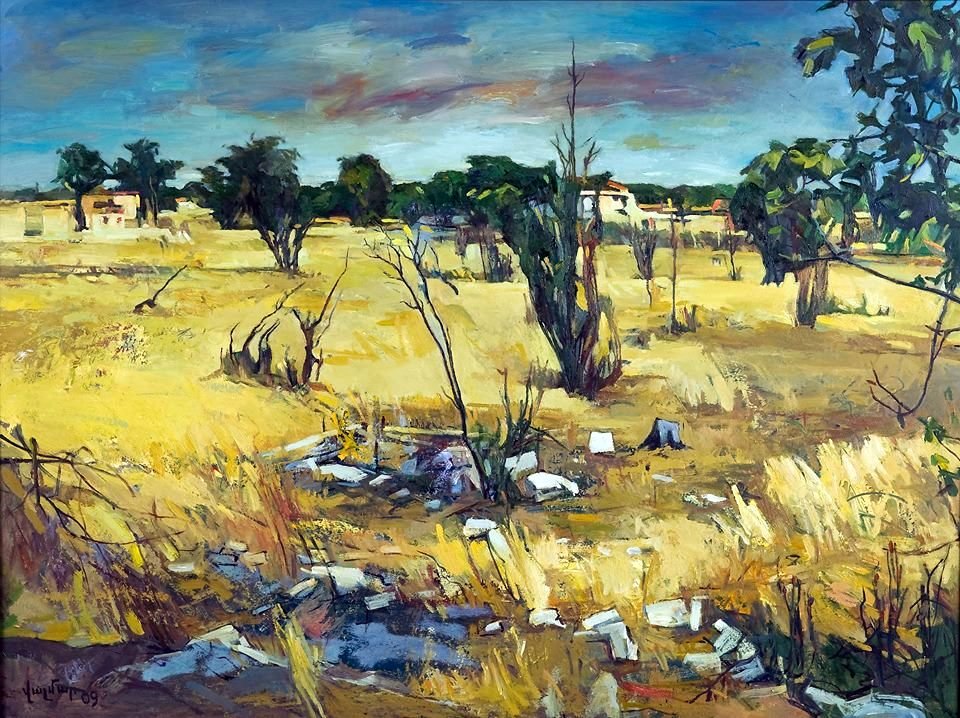
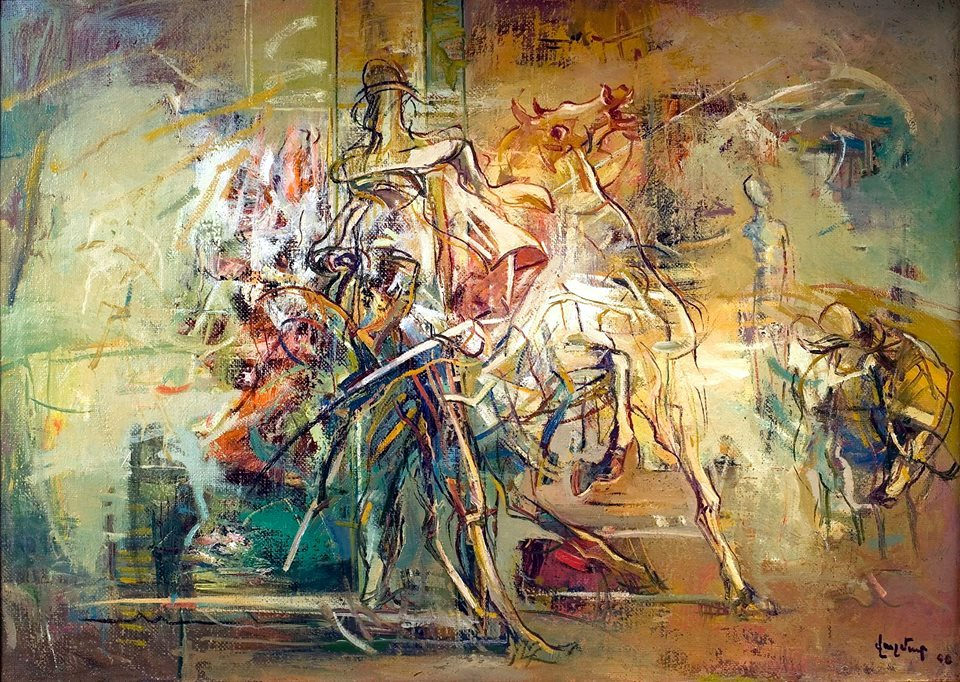